# کماتن ام اینباخ
کماتن ام اینباخ (به آلمانی: Kematen am Innbach) یک منطقهٔ مسکونی در اتریش است که در ناحیه گرایسکیرچن واقع شده‌است. کماتن ام اینباخ ۱۲٫۷ کیلومتر مربع مساحت دارد ۳۵۰ متر بالاتر از سطح دریا واقع شده‌است.